# Höhenheiligtum
Als Höhenheiligtum oder Bergheiligtum werden Heiligtümer auf Erhebungen oder in Bergsätteln bezeichnet, die aus verschiedenen Kulturen des Altertums bekannt sind. Befinden sie sich auf dem Gipfel des betreffenden Berges oder auch auf einer niedriger gelegenen Bergkuppe, werden sie auch als Gipfelheiligtum bezeichnet. Sie gehören zu den Kultstätten, also Orte oder Bauwerke, die Räume umfassen und zum Vollzug kultischer Handlungen dienen. Meist handelte es sich um Opferkultstätten unter freiem Himmel. Nach archäologischen Erkenntnissen zählen die sogenannten Feuer-Höhenheiligtümer des Baal im Nahen Osten zu den ältesten bekannten ihrer Art. Die Höhe eines Berges war für die Anlage eines Höhenheiligtums nicht zwingend ein entscheidendes Kriterium. Verwandt mit dem Phänomen Höhenheiligtum sind die Heiligen Berge, die in verschiedenen Kulturen vorkommen.

## Ägäis

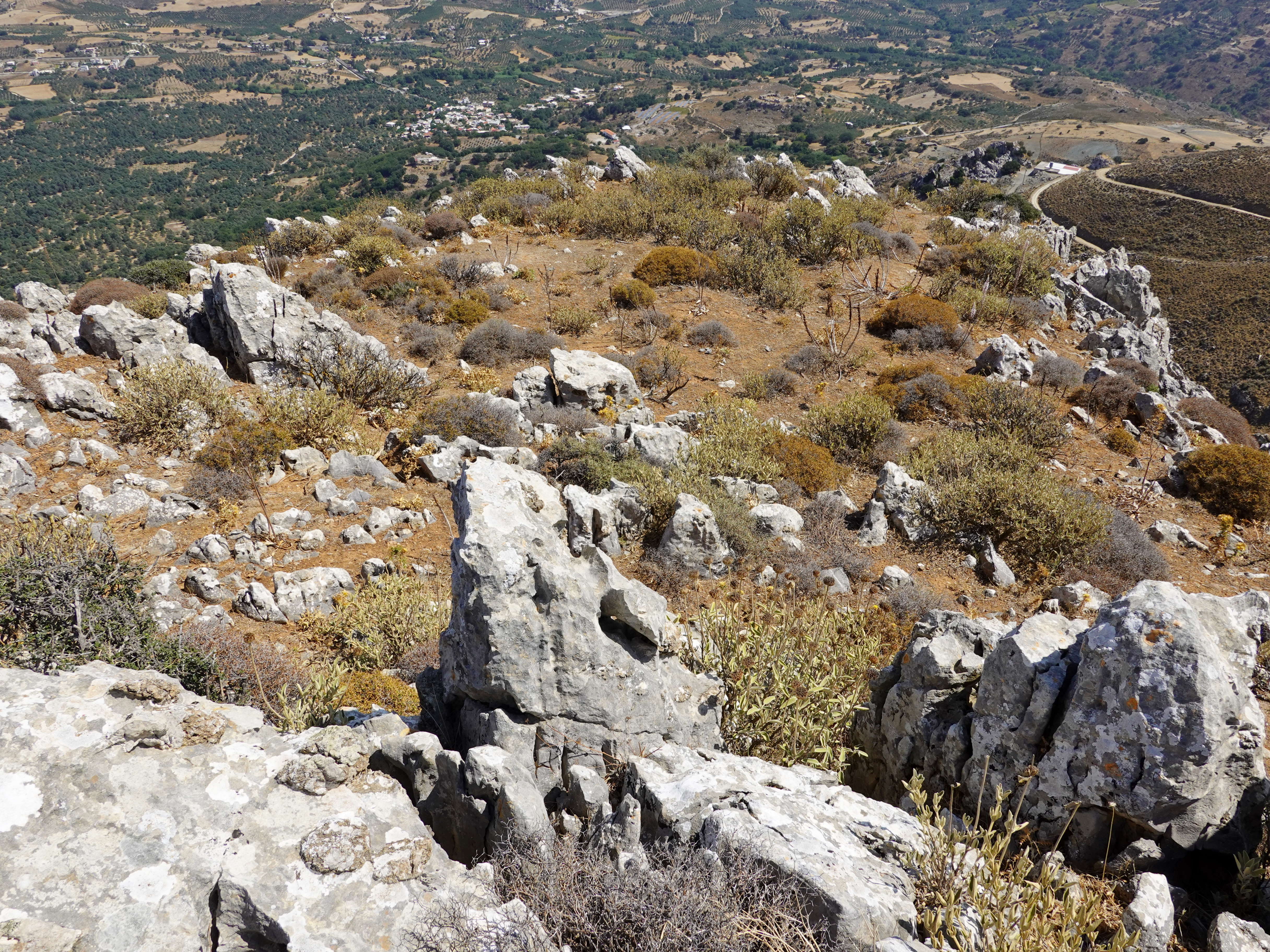
Atsipades Korakias

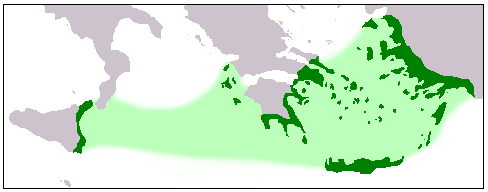
Gebiete (grün) des minoischen Einflusses im östlichen Mittelmeer

Aus der minoischen Kultur sind auf Kreta ab den Phasen FM III/MM I (etwa 2200–2100 v. Chr.) Gipfelheiligtümer bekannt. Später entstanden solche Plätze auch in minoisch beeinflussten oder mit den Minoern Handel treibenden Gebieten, beispielsweise Kythera. Die minoischen Gipfelheiligtümer wurden in der Phase MM III (um 1700 v. Chr.) aufgegeben. Möglicherweise waren sie von den Feuer-Höhenheiligtümern des Nahen Ostens beeinflusst.
Anders als der Name andeutet, befinden sich minoische Gipfelheiligtümer nicht zwangsläufig am absolut höchsten Punkt eines Berges oder Hügels. Wichtig für die Ortswahl war vor allem, dass ein geeignetes Plateau vorhanden und das Heiligtum gut von einer nahegelegenen Siedlung aus einseh- und erreichbar war. Beispiele für minoische Gipfelheiligtümer sind Atsipades Korakias, Juchtas, Karphi, Lykaion, Petsophas, Prinias, Traostalos und Vrysinas. Oft bestand ein Gipfelheiligtum nur aus einer Umfassungsmauer und einem Aschenaltar im Zentrum, bei dem die Opfer und Votive niedergelegt wurden.
Auf dem griechischen Festland sind Beispiele erst seit der geometrischen Zeit (900–700 v. Chr.) bezeugt. Sie finden sich dort in Attika, Zentralgriechenland und der östlichen Peloponnes. Die Gipfelheiligtümer erlebten in klassischer Zeit einen Niedergang, während die Höhenheiligtümer vielerorts noch länger genutzt wurden. Viele Gipfelheiligtümer auf Kreta wurden dagegen in hellenistischer und römischer Zeit erneut genutzt. Weder bei der baulichen Ausgestaltung dieser Heiligtümer noch bei der Wahl der verehrten Gottheiten gibt es klare erkennbare Muster.

## Levante

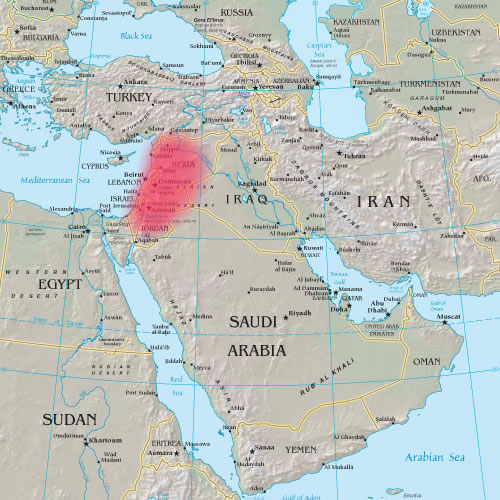
Ungefähre Lage der Region Levante (rot)

### Phönizier

Phönizisches Kerngebiet (grün)

Es scheint Beziehungen zwischen Begräbnisstätten und den Höhenheiligtümern gegeben zu haben, wie durch Funde phönizischer Tephatim auf Sardinien bekannt ist.
Zur Standardausrüstung des levantinisch-kanaanäischen Höhenheiligtums gehörten Altäre, Götterstele der Aschera und Mazzeben (hebräisch מַצֵּבָה).

### Israeliten
Auch die Israeliten nutzten Höhenheiligtümer (hebräisch במה bamah, Plural במות bamot) (1 Sam 3,3 , Jer 7,21 ), obwohl diese ab dem 8. Jahrhundert durch die Propheten (besonders im Südreich Juda) bekämpft wurden. Bet-El (hebräisch בֵּית אֵל) oder Bethel (Haus des El) gilt als eines der ältesten Höhenheiligtümer des Landes. In Bethel standen und bei Gezer stehen immer noch riesige Mazzeben. Im Bergheiligtum von Tel Arad standen zwei Mazzeben (eine wurde erst kürzlich entfernt).
Dass es sich bei den „Höhen“, wie sie verkürzend genannt werden, nicht nur um feste Bauten, sondern um Heilige Bezirke mit witterungsanfälliger Ausrüstung handelte, erklärt die zumeist dürftige archäologische Befundlage. Plätze, an denen sich nur Asche und Scherben finden, sind schwer einzuordnen. Vermeintliche Altäre in der Jesreelebene erwiesen sich als Bestandteil von Stallungen, das Höhenheiligtum von Gezer als Friedhof. Auf den Höhen feierte man jahreszeitliche Feste wie Erntedank und brachte Schlachtopfer dar. In der Region Kanaans (Landnahme der Israeliten) waren Höhenheiligtümer zur Verehrung der jeweiligen Gottheiten weit verbreitet. Das Volk Israel praktizierte seine Glaubensvorstellungen auch auf diesen Heiligen Höhen, sie waren häufig in direkter Nähe zu wichtigen israelitischen Städten zu finden. Sie finden im Tanach vielfach Erwähnung.
So schickte der Prophet Samuel den zukünftigen König Saul zur Höhe von Bet-El (1 Sam 10,3 ). Später wird Samuel selbst in den Stadttoren und Höhen von Bet-El, Rama und Sichem Recht sprechen. Samuel und Saul erwähnen die Höhe von Gibea mit einem Baum einer Tamariske (1 Sam 10,5  und 1 Sam 22,6 ) und König Salomo habe, so wird erzählt (1 Kön 11,7-8 ), für die Gottheiten seiner Ehefrauen Höhenheiligtümer rund um Jerusalem geschaffen. Zumeist wiesen diese Heiligen Höhen, als bevorzugte Stätten der Verehrung, eine fortwährend ähnliche Ausstattungen auf. Ein alter Baum (Dendrolatrie), ein aufgerichteter Stein (Mazzebe, Ri 9,6 ) in Kombination mit einem oder auch ohne einen Altarstein (1 Kön 14,23 ). Seltener wiesen die Höhenheiligtümer kleinere festangelegte Tempelanlagen auf.
Die Tradition der Höhenheiligtümer lag weiter zurück als der Glaube an den einen Gott Israels (JHWH), deshalb wurden sie Elemente des tradierten Volksglaubens und als vormosaischer Bräuche weiter praktiziert, etwa in Fruchtbarkeitsritualen (Hos 4,13-14 ). Bei religiösen Erneuerungsbewegungen, so unter Hiskija (725 v. Chr.) oder unter König Joschija (640 v. Chr.) wurden die Höhenheiligtümer mehrfach abgeschafft (2 Kön 23,8 ). Von diesem Zeitpunkt an war der Tempel in Jerusalem der einzige Ort, an dem man dem Gott Israels Opfer darbringen durfte.

### Theoretische Hintergründe (Israeliten vs. Kanaaniter)
Im Zeitraum zwischen dem 12. und dem 9. Jahrhundert v. Chr. sind Auseinandersetzungen zwischen den nicht sesshaften „Aramäern“ („aramäische Wanderbewegung“, Deut 26,5 ) und den Assyrern (Assyrien) in der Region um den Tigris sowie den ehemals hethitischen Besitzungen westlich des Euphrats belegt. Aus diesen nicht geschlossenen ethnischen Gruppen wanderten einige nach Kanaan ein und ließen sich dort um das 13. Jahrhundert v. Chr. als einzelne nomadische Stämme aramäischer Herkunft dort nieder („Landnahme der Israeliten“). Die Familien- und Sippenverbände wechselten saisonal von den Winterweiden zu den Sommerweiden, sie waren als Verbände lose organisiert und wurden von Stammesältesten angeführt. Dabei verehrten sie überwiegend Vätergottheiten.
Albrecht Alt (1929) prägte den Begriff „Gott der Väter“. Der Begriff umschreibt den Unterschied zu den kanaanäischen Gottheiten, die sich über ihren Kultort definierten, zum Beispiel En-Gannim (hebräisch עֵין גַּנִּים), Jibleam (hebräisch יִבְלְעָם), Dotan (hebräisch דֹּתָן), Tirza (hebräisch תרצה) und Besek (hebräisch בֶּזֶק) und auch Höhenheiligtümer, während die „Vätergottheiten“ durch die Person bestimmt wurden, der sie sich zum ersten Mal offenbarten.
Martin Metzger (1979) greift die Begrifflichkeit und Vorstellung Alts auf und vermutet, dass die an den Kultplätzen oder Heiligtümern tradierten Kulterzählungen sukzessive auf die „Vätergottheiten“ übertragen wurden, wobei insbesondere die Figur der Erzelterngestalten in die kultischen Erzählungen einbezogen wurde. Zu den Erzeltern zählen Abraham und Sara, ihr Sohn Isaak und dessen Frau Rebekka, ihre Zwillingssöhne Esau und Jakob sowie dessen Ehefrauen Lea und Rachel. So sei das Baumheiligtum von Mamre bei Hebron in die Abrahamserzählung (Gen 18,23 ) eingeflossen, das Quellen- oder Brunnenheiligtum von Beerscheba Anknüpfungspunkt für die Erzählung um Isaak (Gen 26,23-25 ) geworden und die (Höhen-)Heiligtümer von Sichem (Gen 33,18-20 ), Bet-El (Gen 28,10-22 ), Penuel (Gen 32,22-32 ) sowie Mahanajim (Gen 32,2 ) wurden in die Erzählungen um Jakob eingewoben. In einem nächsten Schritt der Religionsentstehung wurden die Erzelterngestalten auch genealogisch verbunden und die zugehörigen Gottheiten unter dem Begriff des „Gottes Abrahams, Isaaks und Jakobs“ oder des „Gottes der Väter“ (Ex 3,6 ) zusammengeführt. Damit war die Umwandlung der (Höhen-)Heiligtümer zu den tradierten Erzählungen mit dem „Gott der Väter“ weitgehend abgeschlossen.

## Höhenheiligtümer anderer Kulturen
Viele prähistorische und historische Kulturen verehrten Gottheiten auf Anhöhen (Göbekli Tepe, Keldağ in Syrien oder das gallo-römische Tegna im Tessin). Römische Höhenheiligtümer befinden sich oft an Gebirgspässen, so in den Alpen beispielsweise die Pillerhöhe oder der Döttenbichl.
Einige dieser Kultstätten wurden im Zusammenhang mit der Vorstellung einer Weltachse (axis mundi) interpretiert, so im Kontext des Alten Testaments und im indischen Brahmanismus; auch eine Passage in der Odyssee kann eventuell entsprechend interpretiert werden.